# Roman Dysarz
Roman Dysarz  (ur. 4 marca 1943 w Tczewie, zm. 14 września 2021) – generał brygady Wojska Polskiego w stanie spoczynku.

## Życiorys
Roman Dysarz syn Juliana (przed wojną podoficer zawodowy w tczewskim 2 batalionie strzelców), urodził się 4 marca 1943 w Tczewie. We wrześniu 1962 rozpoczął studia w Oficerskiej Szkole Wojsk Pancernych w Poznaniu, które ukończył w sierpniu 1965. Służbę zawodową rozpoczął jako dowódca plutonu czołgów w 1 pułku czołgów w Elblągu. W 1967 objął funkcję dowódcy kompanii w tymże pułku. Od października 1972 do sierpnia 1975 studiował w Akademii Sztabu Generalnego WP w Rembertowie, po ukończeniu których został wyznaczony na stanowisko zastępcy dowódcy ds. liniowych w 51 pułku czołgów w Braniewie. 
W 1975 był awansowany na stopień majora, po czym objął stanowisko szefa sztabu – zastępca dowódcy 55 pułku zmechanizowanego w Braniewie. W 1976 powierzono mu funkcję starszego oficera wydziału II oddziału operacyjnego w Dowództwie Pomorskiego Okręgu Wojskowego. W 1977 objął stanowisko dowódcy 68 pułku czołgów w Budowie. W latach 1980–1982 szef sztabu – zastępca dowódcy 20 Dywizji Pancernej w Szczecinku, następnie w 1982 dowódca tejże dywizji, awansowany na pułkownika. W 1984 został skierowany na studia w Akademii Sztabu Generalnego Sił Zbrojnych ZSRR, po ukończeniu których w 1986 objął funkcję szefa oddziału szkolenia bojowego w Pomorskim Okręgu Wojskowym. 
9 października 1987 awansowany na stopień generała brygady. Awans został mu wręczony w Belwederze podczas uroczystości z okazji Dnia Wojska Polskiego (12 października) przez przewodniczącego Rady Państwa, zwierzchnika Sił Zbrojnych PRL gen. armii Wojciecha Jaruzelskiego. W latach 1990–1993 zastępca dowódcy Pomorskiego Okręgu Wojskowego ds. liniowych, następnie w okresie 1993–1994 piastował funkcję szefa szkolenia Pomorskiego Okręgu Wojskowego, od 1994 do 1999 szef sztabu – zastępca dowódcy Pomorskiego Okręgu Wojskowego. Na tych stanowiskach brał udział w przygotowaniu i przeprowadzeniu pierwszych ćwiczeń pododdziałów polskich sił lądowych i armii NATO. W latach 1999–2001 pełnił służbę na stanowisku zastępcy dowódcy – szefa Obrony Terytorialnej POW. Od października 2001 był w dyspozycji dowódcy POW. 
30 kwietnia 2002 zakończył zawodową służbę wojskową. 15 sierpnia 2002 podczas uroczystości z okazji Święta Wojska Polskiego na dziedzińcu Belwederu został uhonorowany listem przez prezydenta RP Aleksandra Kwaśniewskiego w związku z zakończeniem zawodowej służby wojskowej.
Zmarł 14 września 2021. Pochowany został 18 września w Bydgoszczy na Cmentarzu Nowofarnym.

## Awanse[4]
- podporucznik – 1965
- porucznik – 1967
- kapitan – 1971
- major – 1976
- podpułkownik – 1979
- pułkownik – 1982
- generał brygady – 1987

## Ordery, odznaczenia i wyróżnienia
- Krzyż Oficerski Orderu Odrodzenia Polski[4]
- Krzyż Kawalerski Orderu Odrodzenia Polski[4]
- Medal Za zasługi dla POW
- uhonorowany listem od Prezydenta Rzeczypospolitej Polskiej na zakończenie zawodowej służby wojskowej